# Torestorps kyrka

Torestorps kyrka är en kyrkobyggnad i samhället Torestorp i Marks kommun. Den tillhör Torestorps församling i Göteborgs stift. 

## Kyrkobyggnaden
Den ursprungliga kyrkan uppfördes någon gång på medeltiden men brann ned 1784. Nuvarande stenkyrka uppfördes 1785–1786 på den gamla kyrkans grundplan. Byggnaden består av långhus med tresidigt kor i öster. Vid västra sidan finns ett kyrktorn av trä som tillkom 1788 och ersatte en klockstapel. Vid norra sidan finns en vidbyggd sakristia som tillkom 1938.

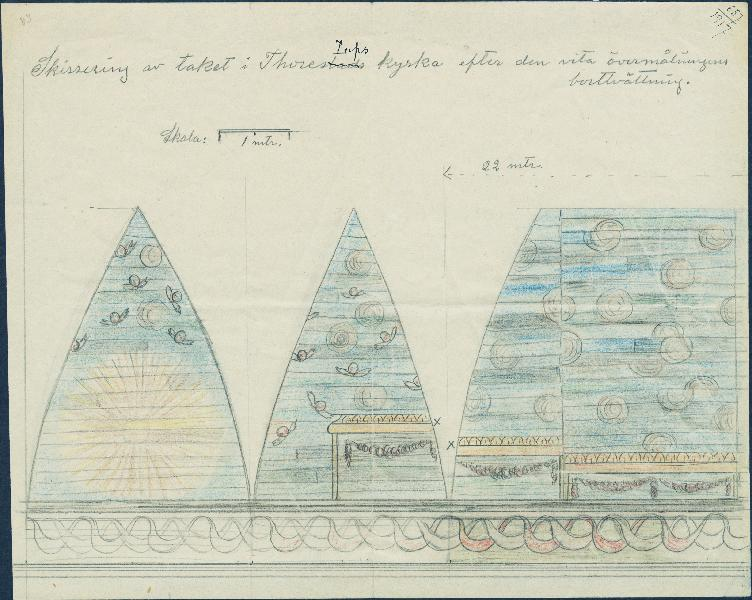
Skiss av takmålningen.

## Dekorationsmålningar
Kyrkorummets tak har ett tunnvalv av trä, som 1786 bemålades med himmelsmotiv, troligen av Johan Adolf Spaak, som även målade predikstolen. Under perioden 1851–1917 skall taket ha varit täckt av andra motiv, utförda av en lokal målare från Hajom. Därefter har originalmålningen från 1786 varit synlig.

## Inventarier
- Dopfunten av trä tillverkades år 1900 av församlingens klockare Otto Lindegren. Funten är åttakantig och har en rundad cuppa som är marmoreringsmålad i brunt och grönbrunt.
- Altaruppsatsen tillkom vid slutet av 1700-talet och är målad med brun kulör.
- Altarringen är tillverkad av församlingens klockare Otto Lindegren.
- Predikstolen har en fyrsidig korg och ett femsidigt ljudtak. Korgen är prydd med bilder föreställande de fyra evangelisterna. Korgens brunmålade fot har texten "Målat af Johan Adolph Spaak åhr 1786".
- I kyrkan finns tre klockor som samtliga är omgjutna efter branden 1784.

### Orgel
- Orgelverket med är byggt 1960 av Hammarbergs Orgelbyggeri AB bakom fasaden från 1873 års orgel, byggd av Hans Josefsson i Hajom. Instrumentet har tretton stämmor fördelade på två manualer och pedal.[1]